# 광주가톨릭대학교
광주가톨릭대학교(光州가톨릭大學校, Gwangju Catholic University)는 전라남도 나주시에 있는 가톨릭사제를 양성하는 사립 대학이다.

## 역사
- 1962년 3월 7일 대건신학교 설립
- 1962년 4월 1일 개교
- 1965년 1월 13일 대건신학대학으로 개편
- 1973년 1월 9일 대학원 설립
- 1982년 4월 29일 도서관 준공
- 1985년 3월 1일 광주가톨릭대학으로 교명 변경
- 1994년 3월 1일 광주가톨릭대학교로 교명 변경
- 1998년 1월 6일 현위치로 교사 이전

## 교육편제
광주가톨릭대학교는 학사 과정으로 신학과 단일학과만 운영중이며, 일반대학원 1개원을 운영중이다.